# Escritura Rashi
La Escritura Rashi es el tipo de letra semi-cursiva en el que los comentarios de Rashi son impresos habitualmente tanto en el Talmud como en el Tanaj. Aunque lleva su nombre, Rashi nunca usó esta escritura: el tipo de letra está basado en la escritura manuscrita semi cursiva sefardí del siglo XV.  Los tipógrafos primitivos empezaron a usar este tipo de letra para diferenciar los comentarios de Rashi del cuerpo principal del Mikraot Gedolot y del Talmud, para los que se usó el tipo de letra hebreo cuadrado. El tipo de letra Rashi se usaba tradicionalmente en ladino.

## Historia
El diseño inicial de tipos de letra para la imprenta estuvo muy influenciado por la cultura manuscrita preexistente. En el caso de la imprenta en hebreo, la tradición asquenazí prevaleció, y el tipo de letra cuadrado sirvió como referencia para los tipos de letra usados en la Biblia y para otras obras importantes. Para textos religiosos secundarios, como los comentarios rabínicos, se usó habitualmente un tipo de letra basado en un estilo semi-cursivo de origen sefardí. Este tipo de letra una vez normalizado dio origen a la Escritura Rashi.

## Rashi comparado con Hebreo cuadrado
| Letras hebreas cuadradas y en escritura Rashi | Letras hebreas cuadradas y en escritura Rashi | Letras hebreas cuadradas y en escritura Rashi | Letras hebreas cuadradas y en escritura Rashi | Letras hebreas cuadradas y en escritura Rashi | Letras hebreas cuadradas y en escritura Rashi | Letras hebreas cuadradas y en escritura Rashi | Letras hebreas cuadradas y en escritura Rashi | Letras hebreas cuadradas y en escritura Rashi |
| --------------------------------------------- | --------------------------------------------- | --------------------------------------------- | --------------------------------------------- | --------------------------------------------- | --------------------------------------------- | --------------------------------------------- | --------------------------------------------- | --------------------------------------------- |
| א =                                           | ב =                                           | ג =                                           | ד =                                           | ה =                                           | ו =                                           | ז =                                           | ח =                                           | ט =                                           |
| י =                                           | כ =                                           | ך =                                           | ל =                                           | מ =                                           | ם =                                           | נ =                                           | ן =                                           | ס =                                           |
| ע =                                           | פ =                                           | ף =                                           | צ =                                           | ץ =                                           | ק =                                           | ר =                                           | ש =                                           | ת =                                           |